# Brauerei F. Happoldt

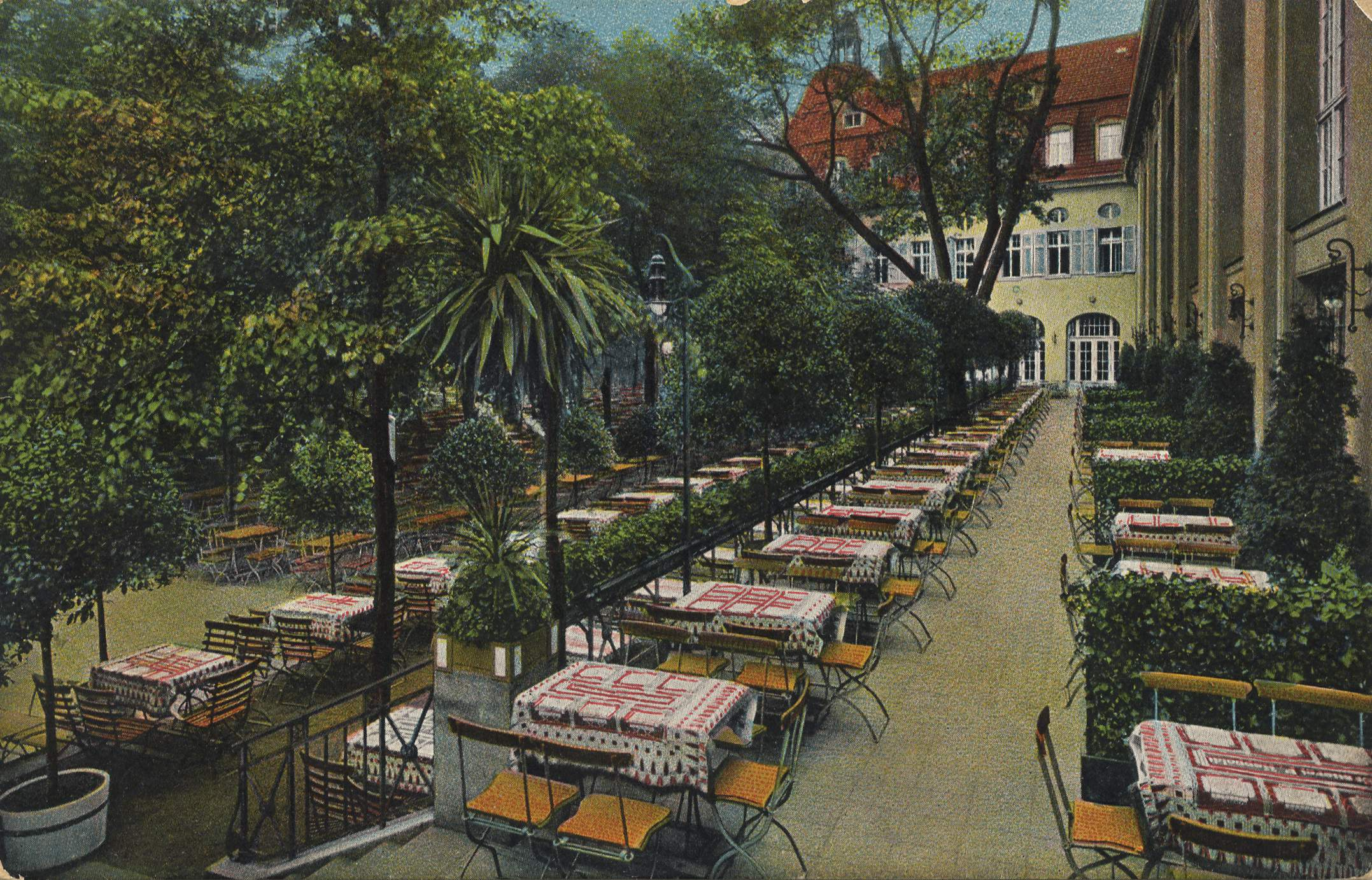
Ansicht des Biergartens zu Beginn des 20. Jahrhunderts

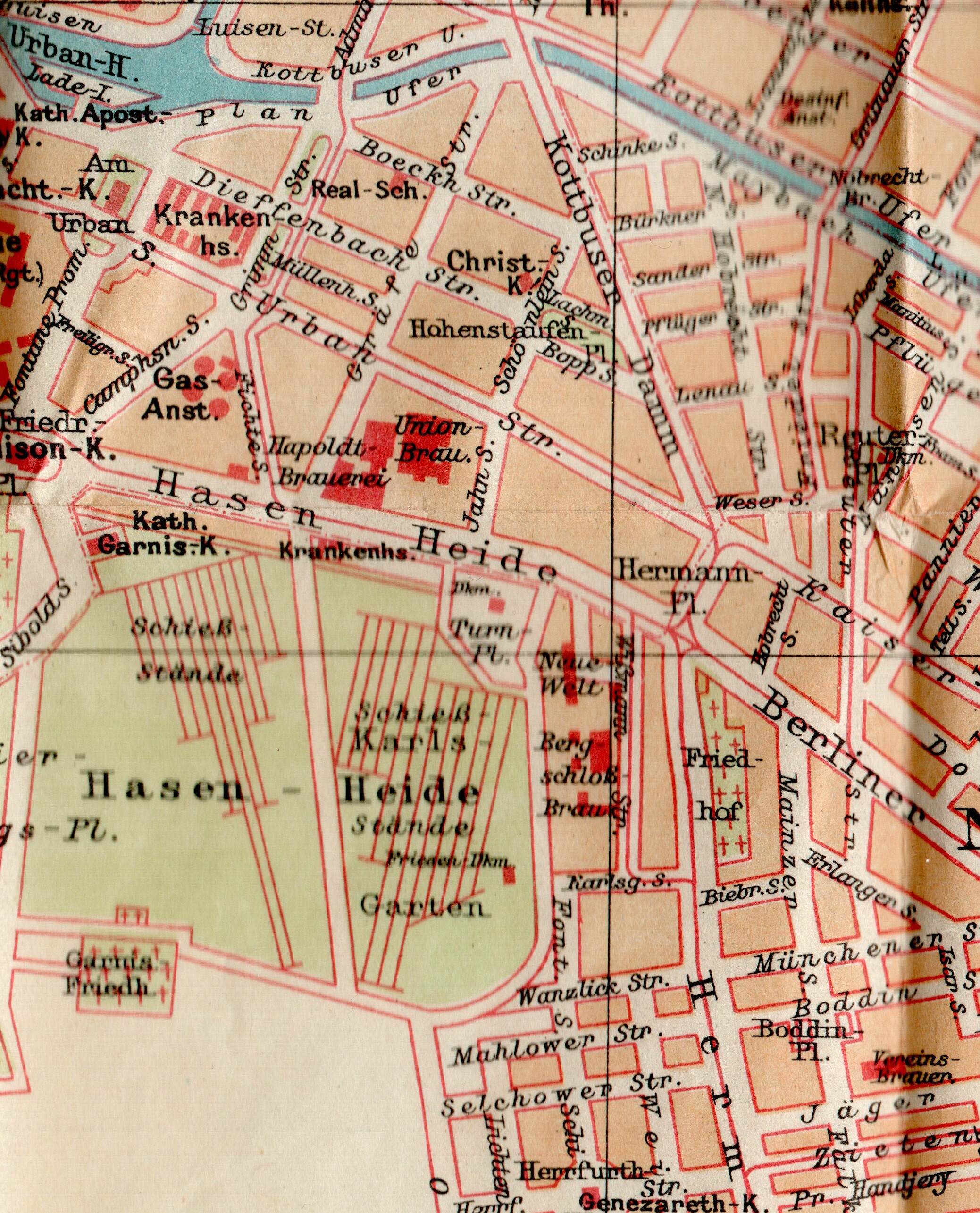
Stadtplan-Ausschnitt Berlin, 1915

Die Brauerei F. Happoldt war eine 1855 gegründete Brauerei in Berlin. Sie bestand bis 1921 als eigenständige Firma, wurde dann an die Kindl-Brauerei verkauft.

## Geschichte
Die Brauerei wurde 1855 gegründet und befand sich in der Berliner Hasenheide 32–38. (Adresse der Brauerei in den 1880er Jahren: Hasenheide 6.)
Begründer war Fritz Happoldt, der hier Bier nach bayerischen Rezepten herstellte und sein Unternehmen später als Lagerbier-Brauerei bezeichnete. Fritz Happoldt übergab die Brauerei in den 1880er Jahren an Kommerzienrat Max Happoldt. Unternehmensleiter Max Happoldt war etliche Jahre Vorsitzender des Vorstandes des Vereins der Brauereien Berlins (zugleich war er Vorsitzender des Berliner Waisen-Rats. Max Happoldt war dagegen Vorsitzender der Armenkommission.)
Die Brauerei hatte einen im Baedeker-Reiseführer erwähnten eigenen Garten, der ein beliebtes Ausflugsziel war. Der Happoldt'sche Garten zog an Sommertagen Tausende von Menschen an.
Im Jahr 1890 verarbeitete die Brauerei etwa 25.000 Zentner Malz.
Happoldt gehörte zu den vom Berliner Bierboykott von 1894 betroffenen Brauereien.
Das Logo der Brauerei zeigte zwei auf den Hinterpfoten stehende Hasen (eine Anspielung auf die Adresse), die gemeinsam einen Bierseidel halten. Auf dem Bauch des Glases sind die Großbuchstaben „FHB“ mehrfach ineinander verschachtelt. Diese Grafik befand sich in einem Kreis.
1901 hatte Happoldt  einen Ausstoß von etwa 95.000 Hektoliter Bier.
1921 ging die Brauerei in der Berliner Kindl-Brauerei AG auf. Im Zweiten Weltkrieg mussten die Räumlichkeiten der Brauerei kriegsbedingt zu anderen Zwecken zur Verfügung gestellt werden.

## Die Brauerei-Gebäude
Aus verschiedenen Internetseiten lässt sich das Bauensemble etwa so darstellen: das eigentliche Brauhaus, ein Lagerhaus (auch Lagerkeller genannt), eine Mälzerei mit zwei Darren, ein Fuhrpark für den Transport mit Pferdewagen von Bierfässern auf einem weitläufigen Hof, ein mehreckiger offener Pavillon als Bestandteil des Bierausschanks. Die Gebäude waren ausschließlich im damals üblichen Industriedesign, also aus unverputzten Backsteinen mit wenig Dekor errichtet. Am Lagerhaus gab es auf rechteckigem Grundriss ein aufragendes Türmchen.
Nach dem Zusammenschluss mit Kindl wurden die Gebäude schrittweise umgenutzt. Nach dem Krieg erfolgte die Sprengung und Abtragung. Es entstanden dort Wohnblöcke.